# Type 209
Les sous-marins d'attaque à propulsion classique de Type 209 sont des sous-marins de conception allemande utilisés et construits dans plusieurs pays. Ils ont été déclinés en plusieurs versions 209-1100, -1200, -1300, -1400, -1500 et PN.
Ils remplissent des missions de combat en haute mer et de lutte ASM dans un environnement en eaux dites « bleues » et « grises vertes ».
Leur système de combat se compose de missiles antinavires AGM-84 Harpoon (Grèce, Corée du Sud et Turquie uniquement), de torpilles de 533 mm, de mines ainsi que de missiles de défense rapprochée.
Ils sont équipés d'un radar de veille air/mer, d'un sonar d'étrave et d'un sonar remorqué.

## Production par pays et version
| États          | version | version | version | version | version |
| États          | 1100    | 1200    | 1300    | 1400    | 1500    |
| -------------- | ------- | ------- | ------- | ------- | ------- |
| Argentine      |         | 2       |         |         |         |
| Brésil         |         |         |         | 5       |         |
| Chili          |         |         |         | 2       |         |
| Colombie       |         | 2       |         |         |         |
| Équateur       |         |         | 2       |         |         |
| Grèce          | 4       | 4       |         |         |         |
| Inde           |         |         |         |         | 4       |
| Corée du Sud   |         | 9       |         |         |         |
| Pérou          | 2       | 4       |         |         |         |
| Afrique du Sud |         |         |         | 3       |         |
| Turquie        |         | 6       |         | 8       |         |
| Venezuela      |         | 2       |         |         |         |
| Égypte         |         |         |         | 4       |         |

## Type 209-1100
Marine hellénique
- 4 exemplaires type 209-1100 dont 3 en service fin 2011 dont le Triton (S112), le Glaukos (S110) étant retiré du service le 9 juin 2011.

 Marine péruvienne
2 exemplaires : 
- BAP Islay (SS-35) entré en service en 1974,
- BAP Arica (SS-36) entré en service en 1975.

## Type 209-1200
Le tableau correspond à un bateau de la flotte argentine.

### Électronique
- 1 radar de veille surface Thomson-CSF Calypso 2
- 1 sonar actif/passif Atlas Elektronik CSU 3
- 1 télémètre acoustique Thomson Sintra DUUX 2C
- 1 sonar passif Thomson Sintra DUUG 1D
- 1 contrôle d’armes Signaal M.8
- 1 détecteur de radar DR 2000
- 1 sonar AN-256

### Marine argentine
2 exemplaires (classe Salta) : 
- le Salta (S31) (en), modernisé entre 1988 et 1996,
- et le San Luis (S32) (en), désarmé en 1997.

### Grèce
4 exemplaires :
- Poseidon (Ποσειδών) (S 116),
- Amphitriti (Αμφιτρίτη) (S 117),
- Okeanos (Ωκεανός) (S 118),
- Pontos (Πόντος) (S 119).

### Turquie
6 exemplaires, appelé localement classe Atılay (S-347, S-348, S-349, S-350, S-351, S-352).

### Marine péruvienne
4 exemplaires : 
- BAP Angamos (SS-31),
- BAP Antofagasta (SS-32),
- BAP Pisagua (SS-33),
- BAP Chipana (SS-34).

### Marine nationale colombienne
2 exemplaires : 
- ARC Pijao (S-28),
- ARC Tayrona (S-29).

### Corée du Sud

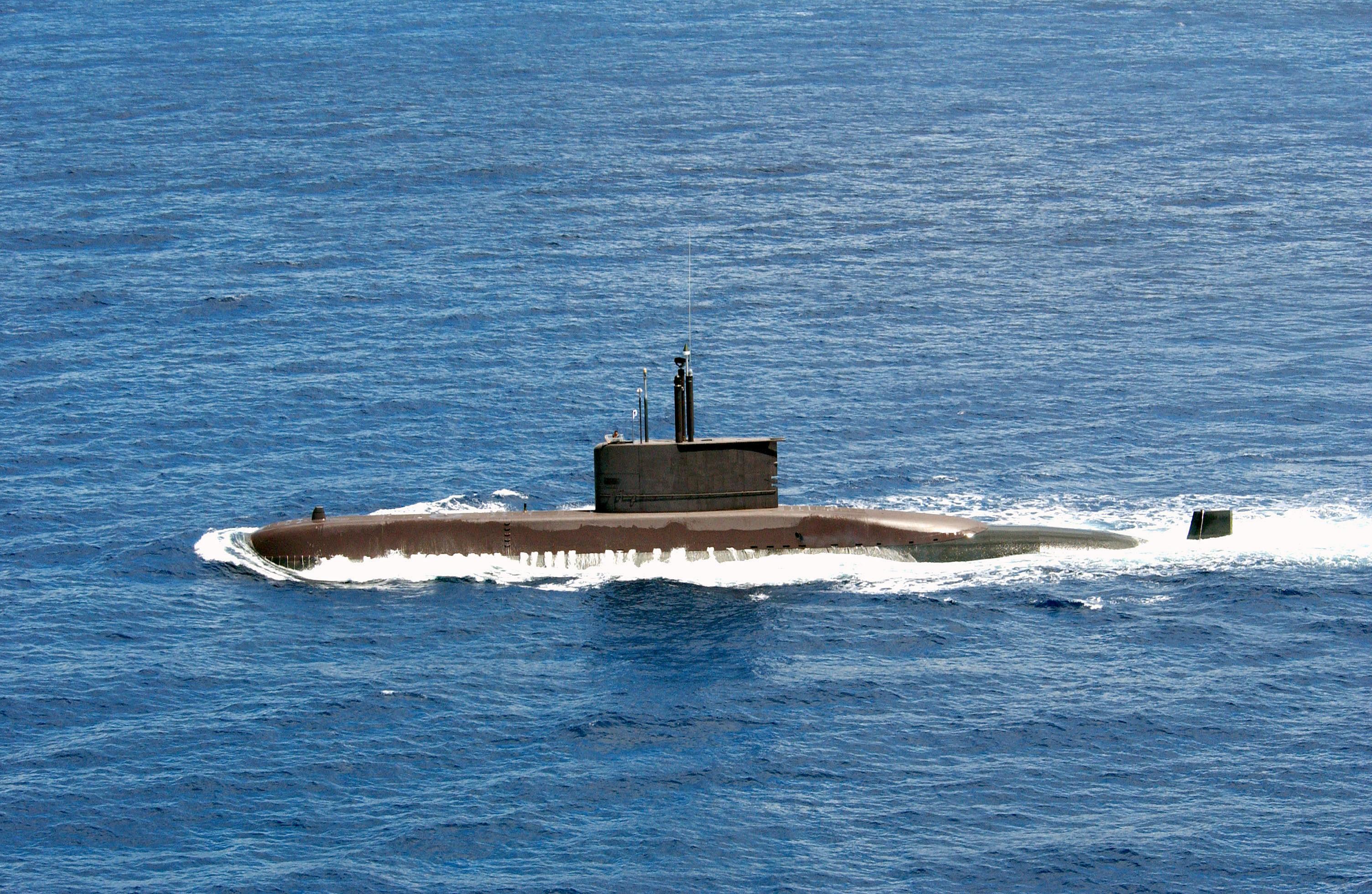
Le ROKS Chang Bogo (SS-061); Premier des 9 type 209 entré en service

9 exemplaires de la classe Chang Bogo entré en service en 1993 et 2001 dans la Marine de la république de Corée. Daewoo Shipbuilding & Marine Engineering a développé une version améliorée dont un contrat pour la livraison de trois exemplaires a été signé par l'Indonésie en décembre 2011. Ceux-ci entrent en service entre 2017 et 2019.

## Type 209-1300

### Chili
2 Type 209-1300 sont actuellement en service dans la marine chilienne. Commandés en 1980 aux chantiers Howaldtswerke de Kiel (Allemagne), le Thomson et le Simpson y sont opérationnels depuis 1984. Le Thomson subit une refonte fin 1990 à Talcahuano (Chili) et le Simpson en 1991.
- Thomson (SS-20)
- Simpson (SS-21)

### Indonésie
La marine indonésienne possède 2 sous-marins du type 209-1300, entrés en service en 1981, le KRI Cakra et le KRI Nanggala. Ce dernier coule le 21 avril 2021 avec 53 personnes à bord à une centaine de kilomètres au nord de Bali.
Elle possède trois Classe Chang Bogo, livrés par la Corée du Sud, entrés en service entre 2017 et 2019.

### Équateur
2 exemplaires au sein de la marine équatorienne :
- BAE Shyri (SS-101) : lancement le 5 novembre 1977, il prend la mer le 16 janvier 1978 et arrive en Équateur le 8 mars 1978[3].
- BAE Huancavilca (SS-102) : baptisé le 23 mars 1977[3].

### Venezuela
2 exemplaires au sein de la marine vénézuélienne.
- ARV Sábalo (S-31)
- ARV Caribe (S-32)

## Type 209-1400

### Brésil
Constructeurs :
- Howaldtswerke-Deutsche Werft, Kiel, Allemagne (S-30)
- Arsenal de la Marine de Rio de Janeiro, Brésil (les autres)

| Type        | Pennant number | Nom     | Mise sur cale     | Lancement        | Mise en service  |
| ----------- | -------------- | ------- | ----------------- | ---------------- | ---------------- |
| Modèle 1400 | S-30           | Tupi    | 8 mars 1985       | 28 avril 1987    | 6 mai 1989       |
| Modèle 1400 | S-31           | Tamoio  | 15 juillet 1986   | 18 novembre 1993 | 12 décembre 1994 |
| Modèle 1400 | S-32           | Timbira | 15 septembre 1987 | 5 janvier 1996   | 16 décembre 1996 |
| Modèle 1400 | S-33           | Tapajó  | 6 mars 1996       | 5 juin 1998      | 16 novembre 1999 |

### Turquie
8 exemplaires, appelé localement classe Preveze (S-353, S-354, S-355, S-356) et classe Gür (S-357, S-358, S-359, S-360.)

### Afrique du Sud
3 exemplaires entrés en service, le premier en 2005, les autres en 2007.

### Égypte
Quatre exemplaires ont été commandés en 2011 et 2014 par la Marine égyptienne. Le premier (S41) est arrivé en Égypte en décembre 2016, le second (S42) le 19 avril 2017, le troisième (S43) en avril 2020 et le dernier (S44) en 2021.
- S41 (861)[7]
- S42 (864)
- S43 (867)
- S44 (870)

### Électronique
- 1 radar de veille surface Terma Scanter
- 1 sonar actif/passif Thomson Sintra Scylla
- 1 sonar passif Atlas Elektronik CSU-83/1
- 1 contrôle d’armes Ferranti KAFS-A10
- 2 périscopes Kollmorgen Mod.76
- 1 détecteur radar Thomson CSF DR.4000
- 1 système de navigation Sperry Mk.29 mod.3

## Type 209/1500
Inde
- 4 type 209-1500
Seulement utilisé par l'Inde, le type 209-1500 est aussi le plus lourd de la famille. Les quatre navires sont entrés en service à partir de 1986.
Caractéristiques (Inde):
- Poids en plongée : 1 850 tonnes
- Longueur : 64,4 mètres
- Équipement analogue au 209/1400

## Type 209PN
Portugal
2 exemplaires
Mentionné ici uniquement pour mémoire : le Type 209PN n'est pas dérivé du Type 209. Il s'agit d'un type 214.

## Commercial

### Prospections en cours
- Grèce : en 2025, la Grèce commence des discussions avec les principaux constructeurs de sous-marins européens, pour l'achat de 4 nouveaux sous-marins capables de compenser l'écart capacitaire avec la Turquie. Les premières consultations évaluent la classe Blekinge (ou A26) de Saab, les types 214 et 209NG de TKMS ainsi que le Scorpène et une version dérivée du Barracuda de Naval Group[8].

### Échecs de vente
- Australie : en 1987, la classe Collins est sélectionnée contre une version agrandie du type 219, désignée « type 2000 »[9] ;
- Brésil : en 1997, le ministère de la Défense approuve l'acquisition de 2 types 209/1500. Mais quelques années après, ce choix est abandonné au profil de la classe Scorpène[10]. En 2008, le Brésil signe le contrat d'achat des 4 sous-marins Riachuelo[11].
- Argentine : à la suite du naufrage du naufrage de l'ARA San Juan (S-42), le 17 novembre 2017, l'Argentine lance un plan d'acquisition de 3 sous-marins, pour lequel le 209NG (le type 214 ayant été aussi brièvement proposé[12]) est en compétition avec la classe Scorpène[13]. En 2024, l'Argentine aurait signé une lettre d'intention pour l'achat de 3 Scorpene Evolved, mais aucun détail complémentaire n'a été divulgué[14].